# Kobylanka (dopływ Rudawy)

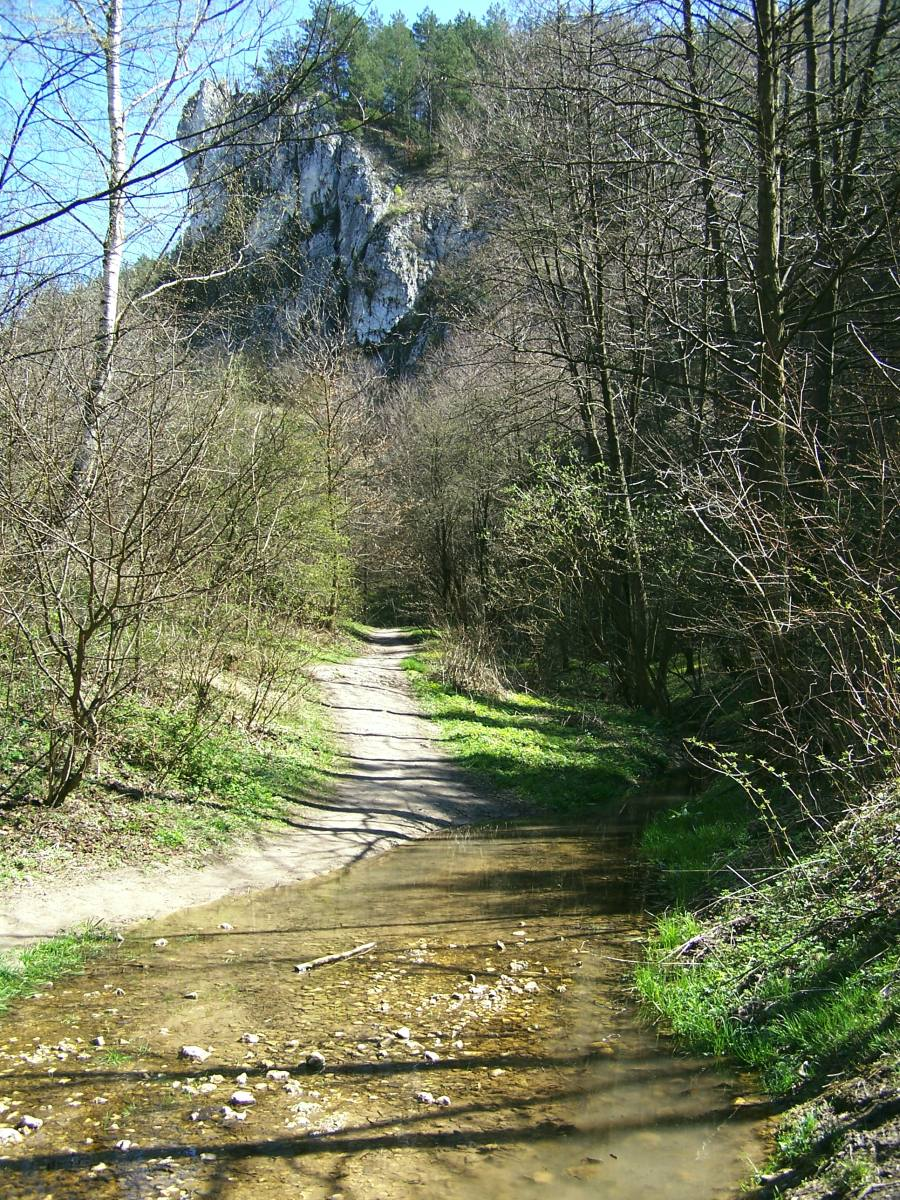
Kobylanka w Dolinie Kobylańskiej

Kobylanka – potok płynący przez Wyżynę Krakowsko-Częstochowską. Jego krasowe źródła znajdują się w Dolinie Kobylańskiej w Parku Krajobrazowym Dolinki Krakowskie. Jedno ze źródełek dające czystą wodę znajduje się tuż obok ścieżki turystycznej. Jest to Źródło św. Antoniego. Miejscami potok ten znika całkowicie w podziemnych szczelinach. Po wypłynięciu z doliny przepływa przez Kobylany i znajdujące się już w Rowie Krzeszowickim Więckowice, następnie w przysiółku Bolechowic Zielona Mała dołącza do niego potok Bolechówka wypływający z sąsiedniej Doliny Bolechowickiej. Kobylanka uchodzi do Rudawy w miejscowości Zabierzów.
Na odcinku 300 m pomiędzy wsią Kobylany a wylotem Doliny Kobylańskiej koryto Kobylanki było równocześnie drogą dojazdową do znajdujących się wokół niego posesji (wjazd dozwolony tylko dla mieszkańców). Było to rzadko spotykane w Polsce rozwiązanie. Po obfitych opadach deszczu, gdy korytem rwie duży i wzburzony strumień, droga stawała się nieprzejezdna. Rozwiązanie tego problemu długo stanowiło wyzwanie dla władz gminy Zabierzów. Zostało to rozwiązane w 2012 r. w ten sposób, że dla drogi wykonano wysoki nasyp, a potok płynie głębokim, obetonowanym korytem.
W naukowych badaniach zbiorowisk okrzemek w Kobylance, przeprowadzonych przez Instytut Botaniki PAN w Krakowie w latach 2001–2003, wykryto tutaj 272 taksony okrzemek, w tym 57 po raz pierwszy opisanych w Polsce.